# カネミノブ
カネミノブ（1974年5月23日 - 不明）は、日本中央競馬会の競走馬・種牡馬。

## 来歴
1974年5月23日に青森県上北郡横浜町の青森牧場で誕生。ちなみにこの「青森牧場」は、馬主の金指利明が自身の持ち馬・カネリューのために造った牧場である。カネリューとフランスから輸入した繁殖牝馬・コンキュバインの仔がカネケヤキであり、そのカネケヤキの半妹・カネタチバナがカネヒムロを産み、そのカネヒムロがカネミノブを産んだ。父のバーバーはヒンドスタン・パーソロンに続き、当時最も勢いのあったプリンスリーギフト産駒。本馬のほかにスルガスンプジョウを輩出した。カネミノブは牡馬として小振りではあったが均整のとれた馬体をしており、デビュー前から注目された。

### 戦績
1976年9月12日に東京でデビューし、1番人気に推されたが、3コーナーで2番手に進出したものの4着であった。2戦目の新馬戦をレコードタイムで勝利し、鞍上の加賀武見に「阿部厩舎の切り札」と言わしめた。その後は裂蹄に悩まされながらも、りんどう賞（300万下）2着、続く白菊賞（300万下）ではラッキールーラをハナ差競り落とした。1977年はクラシックを目指して弥生賞から始動し、前走負かしていたラッキールーラの2着に入る。1冠目の皐月賞はハードバージの6着と初めて掲示板を外したが、2冠目の日本ダービーではラッキールーラの3着。夏は北海道シリーズに参戦し、札幌記念は1番人気に推されるも初の不良馬場に泣いて5着、続く函館の大沼S（1000万下）は1番人気に応えて勝利。秋はセントライト記念から始動し、3戦連続で1番人気に推されたが、加賀の宿命のライバルである郷原洋行騎乗のプレストウコウに敗れた。関西に初上陸して挑んだ京都新聞杯ではラッキールーラ・プレストウコウに次ぐ三つ巴と目されて3番人気であったが、結果は5着。3冠目の菊花賞はプレストウコウがテンメイとの壮絶な競り合いを制したが、カネミノブはここでも5着と無冠に終わった。1978年は金杯（東）から始動し、プラス16kg・472kgの成長した体で2着。続く中京記念4着の後、阿部正太郎厩舎から実子の阿部新生厩舎に転厩。移籍後最初のレースとなった京王杯SHでは1番人気に推されたが、シービークイン・カネミカサの4着。後方から差を詰めて届かず、あるいは好位で伸びずの繰り返しであったが、5月のアルゼンチン共和国杯で好位から抜け出して重賞初制覇を飾ると、7月の日本経済賞でも好位から抜け出して3馬身差の圧勝で重賞2連勝を飾る。2か月の休養後は毎日王冠でプラストウコウの2着、目黒記念（秋）ではリュウキコウの2着と強豪相手に善戦。迎えた天皇賞・秋ではトウメイ産駒のテンメイの史上初の母子天皇賞制覇を尻目にプレストウコウ、カシュウチカラ、リュウキコウにも遅れをとり5着。年末の有馬記念は同期のプレストウコウが1番人気、前年の秋の天皇賞馬・ホクトボーイが2番人気、半年ぶりのグリーングラスが3番人気、ダービー馬のサクラショウリが4番人気、カネミノブはノーマークに近い9番人気であった。レースはメジロイーグルが小気味の良いラップで逃げ、5番人気のエリモジョージが2番手、カネミノブは好位の内に入って流れに乗った。直線でメジロイーグルが突き放しにかかると、エリモジョージは後退。カネミノブは馬群から抜け出して先頭に立つと、粘り込みを図るメジロイーグルの外から同期のインターグロリアが強襲。それらを退けてカネミノブがレコードタイムで制覇し、この年の優駿賞年度代表馬に選出された。1979年は6戦未勝利に終わり、スピードシンボリ以来の連覇を狙った第24回有馬記念もグリーングラスの3着であった。直線でメジロファントムが外から内へと大きく蛇行してカネミノブとサクラショウリの進路を妨害したとして、加賀は裁決委員に詰め寄った。騎手仲間から審議に持ち込む費用を借りてまで実行した加賀の思いは叶わず、長時間に及んだ審議の結果は「着順変わらず」であった。1980年は復調し、目黒記念（春）と毎日王冠を勝利。3年連続出走となった有馬記念は2番人気で、メジロファントム・カツラノハイセイコ・ホウヨウボーイと争ったが、ホウヨウボーイの3着に終わった。1981年は年明けのAJCCが引退レースとなり、勝利すれば中央競馬歴代最高賞金王という記録が掛かっていたが、ホウヨウボーイの4着に敗れた。
安定して力を発揮する馬で、着順掲示板（5着）に載らなかったのは全37戦中3戦のみであった。また、天皇賞・春は未出走で、天皇賞・秋と有馬記念は4歳時から3年連続して出走している。

### 引退後
引退後は種牡馬としてシンジケートが組まれ、3頭の重賞勝ち馬を送り出した。だが、同期のマルゼンスキーに比べ自身の戦績に匹敵する馬に恵まれなかったのが祟り、種付け件数は次第に少なくなり、1991年を最後に採算割れの為にシンジケート解散となった。シンジケート解散後も1993年まで北斗牧場で繋養されていたが、同牧場から離れる前に「功労馬が哀れな姿になるのは忍びないから、なんとかしてくれ」という手紙が届いていたこともあった。しかし北斗牧場を離れた後は行方不明となっている。「屠殺場に送られた」、「当て馬になっている」等の噂が流れていたが、その後の消息は未だに不明である。やまさき拓味の漫画「優駿たちの蹄跡」でもカネミノブが取り上げられており、どこにいるのか取材をしたようだが、「とにかく分かりません」の一点張りで、要領を得た回答は全く得られなかった。
なお、母のカネヒムロが繁殖引退後にJRAの施設で余生を送っていた事もあり、「八大競走勝ち馬のこの馬が、なぜ牧場から出されて消息不明になったのか?」と、馬主や牧場のこの馬への扱いに疑問が持たれている。

### 主な産駒
- 1982年産
  - ニューファンファン（毎日杯）
- 1987年産
  - キーミノブ（ペガサスステークス、毎日杯）
- 1989年産
  - パレスフォンテン（平和賞）
- 1990年産
  - グランドシンゲキ（アーリントンカップ）

## 血統表
| カネミノブの血統（プリンスリーギフト系/Pharos 5×5=6.25%、Blandford 5×5=6.25%（父内）） | カネミノブの血統（プリンスリーギフト系/Pharos 5×5=6.25%、Blandford 5×5=6.25%（父内）） | カネミノブの血統（プリンスリーギフト系/Pharos 5×5=6.25%、Blandford 5×5=6.25%（父内）） | （血統表の出典） | （血統表の出典） |
| 父 *バーバー Berber 1965 黒鹿毛                                                        | 父の父Princely Gift 1951 鹿毛                                                          | Nasrullah                                                                              | Nearco           | Nearco           |
| 父 *バーバー Berber 1965 黒鹿毛                                                        | 父の父Princely Gift 1951 鹿毛                                                          | Nasrullah                                                                              | Mumtaz Begum     |                  |
| 父 *バーバー Berber 1965 黒鹿毛                                                        | 父の父Princely Gift 1951 鹿毛                                                          | Blue Gem                                                                               | Blue Peter       | Blue Peter       |
| 父 *バーバー Berber 1965 黒鹿毛                                                        | 父の父Princely Gift 1951 鹿毛                                                          | Blue Gem                                                                               | Sparkle          |                  |
| 父 *バーバー Berber 1965 黒鹿毛                                                        | 父の母Desert Girl 1950 鹿毛                                                            | Straight Deal                                                                          | Solario          | Solario          |
| 父 *バーバー Berber 1965 黒鹿毛                                                        | 父の母Desert Girl 1950 鹿毛                                                            | Straight Deal                                                                          | Good Deal        |                  |
| 父 *バーバー Berber 1965 黒鹿毛                                                        | 父の母Desert Girl 1950 鹿毛                                                            | Yashmak                                                                                | Easton           | Easton           |
| 父 *バーバー Berber 1965 黒鹿毛                                                        | 父の母Desert Girl 1950 鹿毛                                                            | Yashmak                                                                                | Zelina           |                  |
| 母 カネヒムロ 1968 鹿毛                                                                | 母の父*パーソロン Partholon 1960 鹿毛                                                  | Milesian                                                                               | My Babu          | My Babu          |
| 母 カネヒムロ 1968 鹿毛                                                                | 母の父*パーソロン Partholon 1960 鹿毛                                                  | Milesian                                                                               | Oarflake         |                  |
| 母 カネヒムロ 1968 鹿毛                                                                | 母の父*パーソロン Partholon 1960 鹿毛                                                  | Paleo                                                                                  | Pharis           | Pharis           |
| 母 カネヒムロ 1968 鹿毛                                                                | 母の父*パーソロン Partholon 1960 鹿毛                                                  | Paleo                                                                                  | Calonice         |                  |
| 母 カネヒムロ 1968 鹿毛                                                                | 母の母カネタチバナ 1963 栗毛                                                           | ヒカルメイジ                                                                           | Bois Roussel     | Bois Roussel     |
| 母 カネヒムロ 1968 鹿毛                                                                | 母の母カネタチバナ 1963 栗毛                                                           | ヒカルメイジ                                                                           | *イサベリーン    |                  |
| 母 カネヒムロ 1968 鹿毛                                                                | 母の母カネタチバナ 1963 栗毛                                                           | *コンキユバイン                                                                        | Le Pacha         | Le Pacha         |
| 母 カネヒムロ 1968 鹿毛                                                                | 母の母カネタチバナ 1963 栗毛                                                           | *コンキユバイン                                                                        | Climax F-No.9-c  |                  |